# Boudry (Burkina Faso)
Pour les articles homonymes, voir Boudry (homonymie).
Ne doit pas être confondu avec Boudry-Peulh.
Boudry est une commune et le chef-lieu du département de Boudry situé dans la province du Ganzourgou de la région du Plateau-Central au Burkina Faso.

## Géographie
Boudry est localisé à environ 10 km à l'ouest du centre de Zorgho. La commune est à 3 km au sud de la route nationale 4 menant à Ouagadougou (situé à environ 80 km à l'ouest).

## Santé et éducation
Boudry accueille un centre de santé et de promotion sociale (CSPS) tandis que le centre médical avec antenne chirurgicale (CMA) le plus proche se trouve à Zorgho.